# Mats Näslund
Mats Torsten Näslund (Timrå, 31 oktober 1959), bijgenaamd Le Petit Viking, is een voormalig Zweeds ijshockeyspeler. Hij was Left Wing.
Samen met Håkan Loob en Tomas Jonsson werd hij in 1994 als eerste lid van de Triple Gold Club, een club voor spelers die een Stanley Cup, gouden Olympische Medaille en gouden WK medaille hebben gewonnen. In 2005 werd hij opgenomen in de Hockey Hall of Fame.